# 大石重成
大石 重成（おおいし しげなり、1906年（明治39年）10月29日 - 1984年（昭和59年）10月25日）は、日本の鉄道技術者。

## 人物
東海道新幹線建設時の1960年から1963年にかけて、国鉄常務理事・新幹線総局初代局長として新幹線の線路選定、用地買収から建設工事全般の総指揮にあたり、十河信二総裁、島秀雄技師長とともに「新幹線三羽烏」の異名をとった。退官後は 鉄建建設社長を務め（1967.5 - 1984.10）、また社団法人鉄道建設業協会会長（1968.4-1984.10）、社団法人日本建設業団体連合会副会長(1968 - 1984）、土木学会会長（1970年 - 1971年）などを兼務した。
1961年度には土木学会賞、1966年には、スペリー賞（英語）、1981年度には土木学会功績賞を受賞している。
『超高速に挑む』を著した碇は大石を気性は激しく仕事にも厳しいものの「反面人情味に厚く、面倒見のよい親分肌」と評している。

### 大石と新幹線
第一高等学校を経て、1930年（昭和5年）、東京帝国大学工学部土木工学科を卒業。新幹線計画への追い風となった鉄道技術研究所創立50周年記念講演会を企画した篠原武司とは同期である。
大石は第二次大戦終戦前の1939年（昭和14年）8月、大臣官房幹線調査課が新設され、ここで車両担当の島秀雄とともに、大石も線路担当として弾丸列車計画にかかわる。
戦後は、線路課長、土木課長、東京鉄道管理局長を経て、1957年1月から北海道支社長/総支配人となっていたが、島秀雄技師長の要請を二つ返事で了承し、本社に戻って同年7月29日に発足した幹線調査室の室長となる。これは格下げにも見える異例の人事で、発足時のスタッフは、遠藤鉄二（元仙台鉄道管理局長）、加藤一郎（のちの新幹線支社長）、角本良平（中公新書『東海道新幹線』の著者、その後に国鉄の新幹線総局営業局長・同監査委員など）などわずかに5名であった。大石は、新幹線計画の資料を作るため、部下とともに東京大阪間の調査を開始した。
1959年（昭和34年）4月13日、東京・大阪間線路増設工事運輸大臣認可が下り、4月18日、幹線調査室を廃して新幹線局（局長、遠藤鉄二）を設置し、幹線調査事務所を廃して東京幹線工事局を設置。
1960年（昭和35年）4月11日、新幹線局が総裁直属機関、新幹線総局になる。大石は、新幹線担当の常務理事かつ新幹線総局長として強大な権限を与えられ、これ以降、新幹線計画の用地買収から線路建設工事全般の総指揮をとった。新幹線総局は「予算の算定から発注まですべて」を独立して決定できたため、本社の経理局もコントロールできず、「関東軍」の異名をとるに至る。
新幹線建設は、当初から予算不足が懸念されていたが、高度経済成長に伴うインフレ、用地買収や設計協議にともなう出費膨張から、いよいよ予算が足りなくなっていった。1963年（昭和38年）3月国会で工事補正予算が認められた1ヶ月後に、まだ900億円近く不足していると報じられ、政治的事情も絡んで、新幹線開業を翌年に見ながら、十河総裁は5月18日の任期満了で再任されずに総裁を退任。そのあとを追うように、5月31日、副総裁の安孫子豊、技師長の島秀雄とともに、総局長の大石も、予算不足の責任を引き受けて退官した。
こうして十河、島、大石は新幹線建設から身を引いたが、一番の問題であった予算確保がかなったため、新幹線建設はそのまま石田礼助総裁・藤井松太郎技師長の下で進められ、オリンピック開催直前の1964年（昭和39年）10月1日に営業運転開始にこぎつけた。開業後の成功により、新幹線建設は日本のみならず全世界から称賛されることとなる。1966年には、新幹線の企画、開発、建設により鉄道輸送の進歩に多大な寄与をしたとして大石は島らとともにスペリー賞（en:Elmer A. Sperry Award）を受賞している
東海道新幹線開業20周年にあたる1984年（昭和59年）10月25日、 鉄建建設社長在職中に心筋梗塞のため東京都の自宅で死去。

## 略年表
- 1930年（昭和5年）、東京帝国大学工学部土木工学科を卒業。鉄道省建設局計画課、
- 1939年（昭和14年）設置の幹線調査課で弾丸列車計画にかかわる。
- 1952年（昭和27年）、国鉄東鉄管理局長、
- 1954年（昭和29年）、建設部長、
- 1957年（昭和32年）、北海道支社長、幹線調査室長、
- 1958年（昭和33年）、常務理事、
- 1960年（昭和35年）、新幹線総局長
- 1963年（昭和38年）、十河総裁のあとを追うように退官
- 1964年（昭和39年）、東海道新幹線が開業。鉄建建設社長、鉄道建設業協会会長はじめ各種団体の役員を兼務。
- 1961年度土木学会賞。昭和36年度土木学会賞受賞一覧
- 1970年（昭和45年）、土木学会会長。
- 1981年度土木学会功績賞受賞。功績賞受賞一覧

- 1984年（昭和59年）10月、逝去 [15]

## 演じた俳優
- 林隆三 - テレビドラマ『新幹線をつくった男たち』、2004年
- 新井康弘 - テレビドラマ『妻たちの新幹線』、2014年